# Oscar Mascorro
Oscar Yaroslav Mascorro Abrego (ur. 11 lutego 1980 w Ciudad Victoria) – meksykański piłkarz występujący na pozycji środkowego obrońcy.

## Kariera klubowa
Mascorro jest wychowankiem zespołu CF Monterrey, do którego seniorskiej drużyny został włączony jako osiemnastolatek przez szkoleniowca José Treviño. W meksykańskiej Primera División zadebiutował 22 listopada 1998 w zremisowanym 2:2 spotkaniu z Pueblą, lecz nie potrafił sobie wywalczyć miejsca w wyjściowym składzie i był to jego jedyny występ w Monterrey. Zaledwie po pół roku odszedł do klubu Toros Neza z siedzibą w Nezahualcóyotl, gdzie przez pierwsze kilka miesięcy sporadycznie pojawiał się na ligowych boiskach, po czym został podstawowym stoperem ekipy. Na koniec rozgrywek 1999/2000 spadł z Toros do drugiej ligi, jednak sam pozostał na najwyższym szczeblu, podpisując umowę z czołowym klubem w kraju – Pumas UNAM ze stołecznego miasta Meksyk. Tam grał przez sześć miesięcy bez większych sukcesów.
Wiosną 2001 Mascorro został zawodnikiem ekipy Puebla FC, gdzie od razu został kluczowym graczem linii defensywy. Tam, 7 stycznia 2001 w przegranej 1:3 konfrontacji z Santosem Laguna, strzelił premierowego gola w najwyższej klasie rozgrywkowej. Przez kolejne cztery i pół roku był czołowym zawodnikiem ekipy, z biegiem czasu otrzymując również opaskę kapitana zespołu, jednak nie odnosił z Pueblą żadnych sukcesów, plasując się głównie w dole ligowej tabeli. Na koniec rozgrywek 2004/2005 spadł z nią do drugiej ligi meksykańskiej, lecz nie opuścił wówczas klubu, lecz reprezentował jego barwy jeszcze przez rok na pierwszoligowym zapleczu. W jesiennym sezonie Apertura 2005 wygrał z Pueblą rozgrywki Primera División A, co nie zaowocowało jednak powrotem ekipy do pierwszej ligi. Ogółem w Puebli grał przez pięć i pół roku, będąc jednym z ważniejszych graczy w nowożytnej historii klubu.
W lipcu 2006 Mascorro powrócił do najwyższej klasy rozgrywkowej, przenosząc się do zespołu San Luis FC z miasta San Luis Potosí. Tam jako ostoja defensywy występował przez kolejne cztery lata, jednak podobnie jak w Puebli walczył ze swoją drużyną głównie o utrzymanie w lidze i nie zdołał zanotować większych osiągnięć. W późniejszym czasie udał się na roczne wypożyczenie do drugoligowego Tiburones Rojos de Veracruz, gdzie w sezonie Apertura 2010 jako podstawowy stoper dotarł do finału Liga de Ascenso. W lipcu 2011 został wypożyczony po raz kolejny, tym razem do kolejnego drugoligowca – drużyny Club León, w którego barwach od razu wywalczył sobie niepodważalną pozycję w wyjściowej jedenastce. W wiosennym sezonie Clausura 2012 triumfował z Leónem w drugiej lidze, dzięki czemu na koniec rozgrywek 2011/2012 awansował z nim do pierwszej ligi. Za sprawą udanych występów jego wypożyczenie zostało przedłużone o kolejny rok, lecz po awansie został on relegowany do roli rezerwowego i notował nieregularne występy.
Latem 2013 Mascorro po raz drugi w karierze – tym razem już na zasadzie transferu definitywnego – zasilił Tiburones Rojos de Veracruz, będący wówczas beniaminkiem najwyższej klasy rozgrywkowej. Tam od razu został kapitanem drużyny i jej podstawowym środkowym obrońcą pozostawał przez kolejne półtora roku. W późniejszym czasie stracił jednak miejsce w wyjściowym składzie i ostatnie sześć miesięcy swojego dwuletniego pobytu w Veracruz spędził na ławce rezerwowych. Bezpośrednio po tym zdecydował się zakończyć swoją piłkarską karierę w wieku 35 lat.

## Kariera reprezentacyjna
W 1997 Mascorro został powołany przez trenera Jorge Vantolrę do reprezentacji Meksyku U-17 na Mistrzostwa Świata U-17 w Egipcie. Tam rozegrał dwa z trzech możliwych spotkań (obydwa w wyjściowym składzie), zaś jego drużyna – mająca w składzie między innymi Jesúsa Coronę, Luisa Ernesto Péreza czy Fernando Arce – zanotowała wówczas bilans zwycięstwa i dwóch porażek, zajmując trzecie miejsce w grupie i odpadając z juniorskiego mundialu już w fazie grupowej.
W 1999 roku Mascorro znalazł się w ogłoszonym przez Jesúsa del Muro składzie reprezentacji Meksyku U-20 na Młodzieżowe Mistrzostwa Świata w Nigerii. Tam miał niepodważalną pozycję w linii defensywy, tworząc podstawowy duet stoperów z Rafaelem Márquezem i wystąpił we wszystkich pięciu spotkaniach w pełnym wymiarze czasowym. Meksykanie, posiadający wówczas jedno z najzdolniejszych pokoleń w historii (w kadrze na mistrzostwa znajdowali się wówczas gracze tacy jak Márquez, Gerardo Torrado czy Juan Pablo Rodríguez), zakończyli swój udział w młodzieżowym mundialu na ćwierćfinale, gdzie ulegli późniejszemu finaliście – Japonii (0:2).
W sierpniu 1998 Mascorro został powołany przez szkoleniowca Carlosa de los Cobosa do olimpijskiej reprezentacji Meksyku U-23 na Igrzyska Ameryki Środkowej i Karaibów w Maracaibo, gdzie mimo nastoletniego wieku pełnił rolę podstawowego gracza, strzelając bramkę w półfinale turnieju piłkarskiego z Kostaryką (2:0). Jego kadra dotarła ostatecznie do finału, w którym uległa gospodarzom – Wenezueli (1:3) i wywalczyła srebrny medal. Rok później znalazł się w ogłoszonej przez José Luisa Reala kadrze na Igrzyska Panamerykańskie w Winnipeg. Tam jako jeden z ważniejszych zawodników meksykańskiej ekipy triumfował z nią w męskim turnieju piłkarskim po pokonaniu w finale Hondurasu (3:1) i zdobył złoty medal na igrzyskach.
W seniorskiej reprezentacji Meksyku Mascorro zadebiutował za kadencji selekcjonera Manuela Lapuente, 17 listopada 1998 w wygranym 2:0 meczu towarzyskim z Salwadorem, w którym zdobył także pierwszego i jedynego gola w kadrze. Dzień później rozegrał również sparing z Gwatemalą (2:2), zamykając ostatecznie swój bilans w kadrze narodowej na dwóch występach.